# 폭스트론 모델 T
폭스트론 모델 T(영어: Foxtron Model T)는 폭스콘과 위룽 자동차의 합작법인인 폭스트론이 MIH 오픈 플랫폼의 첫 번째 상용차로 설계한 전기버스이다. 2021년에 프로토타입 모델이 공개되었고 첫 번째 생산 유닛은 2022년 3월에 가오슝 여객 운송에 인도되었다.